# Leonardo Bianchi
(Da: Leornardo Bianchi, La meccanica del cervello e la funzione dei lobi frontali, Torino-Milano, F.lli Bocca Editori, 1920)
Leonardo Bianchi (San Bartolomeo in Galdo, 5 aprile 1848 – Napoli, 13 febbraio 1927) è stato un neurologo, psichiatra e politico italiano, fra i primi a intuire l'importanza e a studiare le funzioni dei lobi frontali.
Fu, inoltre, parlamentare e ministro della pubblica istruzione.
Caposcuola della neuropsichiatria italiana, si laureò in Medicina e Chirurgia all'Università degli Studi di Napoli Federico II, dove poi insegnerà come docente di clinica delle malattie nervose e mentali dal 1890 al 1923.

## Biografia e carriera

### L'infanzia e la giovinezza
Leonardo Bianchi nacque a San Bartolomeo in Galdo il 5 aprile del 1848, figlio di Vincenzo (chimico farmacista) e di Alessia Longo. 
Sin dalla tenera età, grazie agli insegnamenti sia del padre che del parroco di San Bartolomeo, fu istruito secondo un'educazione classica: in questo periodo, infatti, il giovane Bianchi cominciò ad appassionarsi alla letteratura e alle arti classiche, un amore che non sarà mai abbandonato nel corso della sua intera vita. Dopodiché continuò la sua istruzione secondaria nella vicina Benevento e, dopo gli studi liceali classici, si iscrisse all'Università di Napoli, laureandosi in medicina e chirurgia nel gennaio del 1871, dove ebbe come maestri, fra gli altri, gli anatomo-patologi Luciano Armanni e Otto von Schrön.

### La professione medica e la carriera universitaria
Dopo la laurea, Bianchi fu subito nominato medico al Real Albergo dei Poveri, dove poté approfondire la neuropsichiatria, nonché fu anche assistente in diversi altri istituti scientifici e in vari ospedali. Nel 1876 conseguì la libera docenza in elettroterapia, nel 1877 quella in patologia medica e l'anno seguente in clinica medica all'Università di Napoli.
Nel 1879, divenne professore di Clinica medica all'Università di Cagliari, dove rimase fino al 1881, quando fu nominato assistente di Giuseppe Buonomo, direttore della Clinica delle malattie nervose e mentali annessa al R. Manicomio di S. Francesco di Sales – uno dei più importanti di Napoli – e docente di psichiatria all'Università di Napoli, di cui Bianchi ne divenne assistente. Grazie a questa esperienza, sotto la guida del Buonomo, incominciava a nascere nel Bianchi l'amore per quella scienza, la psichiatria, che in breve avrebbe fatto enormi passi avanti, anche grazie ai suoi studi e alle sue ricerche.
Nel 1882, fondò il periodico La psichiatria, la neuropatologia e le scienze affini, poi rinominato Annali di neurologia, prima diretto dal Buonomo e in seguito posto sotto la direzione dello stesso Bianchi. Nel 1888, divenne titolare della cattedra di psichiatria dell'Università di Palermo, dove rimase fino al 1890 quando, morto il Buonomo, fu chiamato – alla stessa cattedra – come suo successore all'università partenopea, dove concluse la carriera accademica nel 1923; al contempo, fu anche nominato direttore del manicomio di San Francesco di Sales. A Napoli, Bianchi si impegnò in una profonda riforma di entrambe le istituzioni, sia quella universitaria che quella ospedaliera.
Nel 1892, si affacciò pure alla vita politica ricoprendo per la prima volta il ruolo di deputato al Parlamento italiano: da lì a poco, sarebbe divenuto un punto di riferimento della politica italiana. Fra le personalità più influenti del meridione, continuò ad accrescere la sua fama con la pubblicazione nel 1904 di una delle sue opere più importanti, il noto Trattato di Psichiatria, che, tradotto in molte lingue estere, divenne testo di riferimento per la psichiatria dell'epoca. Per i suoi risultati in neuropsichiatria, nel 1898 fu nominato anche direttore del Giornale internazionale delle scienze mediche.
Bianchi fu nominato, per ben due volte, rettore dell'Università di Napoli negli anni accademici 1902-03 e 1911-12, nonché fu il primo presidente della Società italiana di Neurologia, di cui fu uno dei fondatori insieme a Enrico Morselli, Eugenio Tanzi, Giovanni Mingazzini, Ernesto Belmondo, Rosolino Colella, Giuseppe D'Abundo, Arturo Donaggio, Camillo Golgi, Ernesto Lugaro, Camillo Negro, Giovanni Battista Pellizzi, Sante De Sanctis, Augusto Tamburini e Silvio Tonnini. Nel 1910, lasciò la direzione del manicomio provinciale S. Francesco di Sales di Napoli per dedicarsi totalmente agli studi e alle ricerche di neuropsichiatria.
Morì improvvisamente nel 1927 durante un convegno all'università di Napoli, per le complicanze dovute ad un attacco di angina pectoris. Venne tra l'altro soccorso da Giuseppe Moscati, che era nell'uditorio, morto anch'egli nello stesso anno e poi proclamato Santo dalla Chiesa.
Al Bianchi vennero intitolate una sezione della Real Casa dei Matti di Aversa e l'ex manicomio provinciale San Francesco di Sales (di Napoli), ricostruito poi a Capodichino secondo quanto lui stesso aveva suggerito, poi divenuto Ospedale psichiatrico dell'Azienda sanitaria locale Napoli 1 e, infine, a seguito della Legge Basaglia del 1978, avviato alla chiusura e definitivamente dismesso sotto la direzione di Fausto Rossano nel decennio 1995-2005.

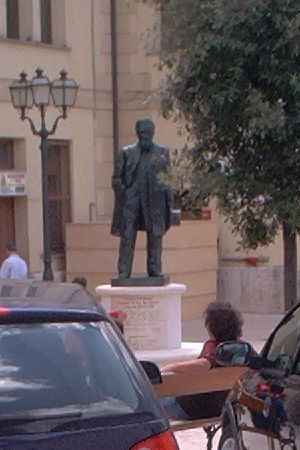
Monumento a Leonardo Bianchi dell'artista Fulvio Rosapane a San Bartolomeo in Galdo (Piazza Municipio)

Affiliato Maestro massone nella Loggia "Losanna" di Napoli fin dal 1889, fu insignito del 33º grado del Rito scozzese antico ed accettato il 7 febbraio 1907, mentre nel 1916 rientrò nel Supremo consiglio di Palazzo Giustiniani dopo aver seguito la scissione di Saverio Fera a Piazza del Gesù.

## Attività professionale
Bianchi aveva mostrato di avere una forte personalità sin da quando era assistente del Buonomo, tanto da riuscire, in poco tempo, a creare intorno a sé, riorganizzando l'Istituto psichiatrico di Napoli, il primo vero nucleo di studiosi italiani di psichiatria consentendo, così, la nascita di un grande interesse nei confronti di una scienza relativamente nuova. In particolare, fu artefice di profonde innovazioni oltreché in ambito accademico anche in quello ospedaliero, rinnovando profondamente i manicomi di Napoli e Palermo.
Quando divenne in particolare direttore del manicomio di San Francesco di Sales in Napoli, fu protagonista di una profonda e radicale riforma di esso. Invero, la prima importante innovazione riguardò la rieducazione del personale medico, soprattutto per quanto riguarda l'introduzione di un acceso senso di responsabilità nella gestione del rapporto medico-paziente. La seconda e importante innovazione fu l'abolizione della camicia di forza, considerato strumento di tortura inadatto alla cura dei pazienti e al rispetto della loro umanità.
Nello stesso periodo, Bianchi riuscì a conseguire importanti risultati in ambito medico. Studiò, infatti, le funzionalità delle diverse aree della corteccia cerebrale, dei centri motori, le degenerazioni cerebrali e del midollo spinale. Il suo principale contributo in ambito medico fu proprio legato allo studio delle funzioni cerebrali corticali, in particolare quelle legate ai lobi temporali e, soprattutto, ai lobi frontali in cui, secondo Bianchi, convergevano, si integravano e si coordinavano i prodotti dell'elaborazione delle aree sensoriali e motorie della corteccia cerebrale dagli impulsi provenienti dal sistema nervoso periferico, nonché, dall'analisi dei mutilati di guerra privi di tali lobi e risultati incapaci di sforzi mentali e di risolvere i più elementari problemi, dedusse che essi erano anche la sede delle funzioni intellettive e affettive superiori.  Bianchi, inoltre, fu il primo a diagnosticare la sindrome parietale, individuandone una nuova forma clinica (sindrome del Bianchi). Darà infine notevoli contributi anche in altri capitoli della neurologia, come la sordità verbale, la demenza afasica, l'epilessia e il delirio.
Tra l'altro, fu il primo italiano a pubblicare un articolo sulla celebre rivista Brain: A Journal of Neurology, tuttora considerata fra le più rinomate in materia di neurologia: nel 1895, infatti, vi espose la sua teoria dei lobi frontali, con la traduzione in inglese fatta personalmente da Armand De Watteville. Fu anche fra i primi al mondo a scrivere delle specifiche monografie sulle funzioni cerebrali dei lobi frontali.

## Attività politica
Leonardo Bianchi fu eletto per la prima volta come deputato al Parlamento italiano nel 1892, nel collegio di San Bartolomeo in Galdo. Fu un forte oppositore della politica di Crispi e si avvicinò dapprima ai gruppi democratici di Felice Cavallotti e Matteo Renato Imbriani che sedevano all'opposizione, per poi mantenersi su posizioni più autonome, ma sempre orbitanti nel mondo della sinistra democratica. Nell'elezione successiva, però, non fu confermato come deputato, sconfitto dal suo avversario nel collegio di San Bartolomeo in Galdo. Fu, invece, nuovamente eletto deputato nel 1897 nel collegio di Montesarchio, con questa sua seconda legislatura stavolta caratterizzata da un forte attivismo soprattutto a favore della scuola e della cultura. Importante fu, anche, l'alto contributo che egli portò alla Camera nel perorare importanti temi della legislazione sociale: famoso è stato, infatti, il suo interessamento nei confronti del regolamento della prostituzione, ritenuto insufficiente per tutelare le minorenni, e della riforma penitenziaria. Nel 1904, fu inoltre promotore della legge di riforma dei manicomi.
Il 28 marzo del 1905, Bianchi fu incaricato dal Re di reggere il dicastero della pubblica istruzione nel ministero presieduto da Alessandro Fortis. Ottenuto questo importante incarico, promosse una radicale riforma dell'organizzazione scolastica italiana. Inoltre, grazie al suo lavoro, fu istituita per la prima volta la cattedra di psicologia sperimentale in tutte le facoltà di Lettere e Filosofia del Regno; istituì la cattedra di Malattie del lavoro a Milano e quella di antropologia criminale a Torino, in onore di Cesare Lombroso. Si impegnò, infine, in un tentativo radicale di riforma delle scuole medie nonché favorì la diffusione della cultura primaria in tutti i territori del Regno, soprattutto in quelli in cui imperversava l'analfabetismo.

La sua azione politica fu prevalentemente incentrata sulla valorizzazione dell'arte e delle scienze, ma senza sminuire le altre discipline e scevra di ogni forma di nazionalismo, salutando, ad esempio, con forte entusiasmo le statue che a Roma ricordavano Victor Hugo e Goethe. Celebre, a questo proposito, è la frase di Bianchi:
(L.Bianchi)
 Altra importante opera che fu propugnata dal Bianchi fu la costruzione di una ferrovia che avrebbe collegato Napoli con la regione pugliese e molisana attraverso i monti dell'appennino sannitico. Fu poi fautore, insieme al governo, di un'energica lotta contro la malaria, l'alcolismo e la sifilide, conseguendo grandi risultati soprattutto nella lotta contro la malaria: egli, infatti, attraverso bonifiche e rimboschimenti, riuscì a estirpare questa malattia da molti territori italiani. La sua crescente importanza nella politica italiana del '900, si legge anche nelle considerazioni che molti colleghi faranno sulla sua personalità:
(On. Edoardo Cimorelli)
(Luigi Luzzatti)

### Il conflitto mondiale
Scoppiato il conflitto europeo nel 1914, il Bianchi si schierò tra gli interventisti, propugnando, quindi, l'entrata in guerra dell'Italia. Durante il conflitto, si prodigò nella cura dei reduci e nell'organizzazione di ospedali militari. Nel 1916, caduto il ministero di Salandra, gli successe un ministero nazionale guidato da Paolo Boselli, il quale chiamò Bianchi come ministro senza portafoglio e gli furono delegate le opere di previdenza sociale e la riorganizzazione della salute mentale. Finita la guerra, il Re Vittorio Emanuele III, su invito di Giovanni Giolitti, lo nominò senatore a vita del Regno.

### Il rapporto con il fascismo e la candidatura al Premio Nobel
Bianchi, in tutta la sua carriera politica di liberale, si schierò sempre nelle file dei partiti democratici e, da senatore a vita del Regno d'Italia, osteggiò il Fascismo, i suoi rappresentanti e il suo Duce. In risposta a questa sua opposizione, nel 1925 Benito Mussolini diede il non gradimento del Governo italiano alla candidatura di Leonardo Bianchi al conseguimento del Premio Nobel per la medicina, proposta dall'Accademia di Stoccolma, precludendogli così la possibilità di vittoria.

## Onorificenze
Bianchi ricevette, nel corso della sua vita, innumerevoli onorificenze, ma quella che egli stesso riteneva più importante fu, certamente, la Gran Croce dell'Ordine Mauriziano che il Re gli concesse per propria volontà.

## Opere principali

### Pubblicazioni
- Sui centri motori corticali del cervello, Napoli, 1873.
- La elettroterapia, Napoli, Tip. A. Trani, 1876.
- La epilessia e l'emicrania, Napoli, Tip. A. Trani, 1876.
- Sul significato della eccitazione elettrica della zona motrice corticale, Napoli, Tip. A. Trani, 1880.
- Sulla paralisi spinale spastica, Napoli, Tip. E. Detken, 1882.
- Sulle compensazioni funzionali della corteccia del cervello, Tip. E. Detken, 1883.
- La emiplegia. Saggio di fisio-patologia del cervello, con particolare considerazione alla localizzazione dei focolai distruttivi, Napoli, Stab. Tip. "L'unione" di Gaetano Micillo, 1886.
- Le degenerazioni sperimentali del cervello e del midollo spinale a contributo della dottrina delle localizzazioni cerebrali (con Giuseppe D'Abundo), Napoli, Stab. Tip. "L'unione" di Gaetano Micillo, 1886.
- La polarizzazione psichica nella fase sonnambolica dell'ipnotismo (con Guelfo von Sommer), Torino, F.lli Bocca Editori, 1886.
- Cervello e società, Napoli, Tip. della R. Università di Napoli, 1891.
- Contribuzione alla terapia chirurgica nelle malattie cerebrali,  Napoli, Stab. Tip. A. Tocco, 1891.
- Sulle localizzazioni cerebrali, Napoli, 1893.
- Degenerazioni discendenti endo-emisferiche seguite alla estirpazione dei lobi frontali, Napoli, Tip. A. Tocco, 1895.
- Di una nuova forma di nevrastenia parziale (anagnosiastenia), Napoli, Stab. Tip. A. Tocco, 1895.
- The functions of the frontal lobes, in Brain: A Journal of Neurology, 18 (1895) pp. 497-522.
- Il sostrato anatomico della mente, Napoli, Stab. Tip. A. Morano, 1896.
- Su le idee fisse. Lezione tenuta alla Clinica psichiatrica della R. Università di Napoli, Firenze, Tip. Luigi Niccolai, 1899.
- Sulla origine infettiva del delirio acuto (con F. Piccinino), Napoli, Stab. Tip. R. Pesole, 1899.
- La geographie psychologique du manteau cérebral et la doctrine de Flechsig,  Paris, 1900.
- Neuropatie e psicopatie: prolusione al corso di neuro-patologia tenuto nella R. Università di Napoli, Milano, F. Vallardi, 1900.
- Un nuovo rimedio contro l'epilessia, Napoli, Tip. Melfi, 1900.
- Contributo alla dottrina e alla conoscenza delle afasie sensoriali e della demenza afasica, Napoli, Tip. Tocco, Salvietti e Gaeta, 1901.
- Su la dottrina di Flechsig de le zone percettive e le zone associative, Napoli, Tip. F. Giannini, 1904.
- L'alcool e le malattie del sistema nervoso, Napoli, F. Giannini, 1906.
- Contributo alla dottrina delle afasie, Napoli, R. Tip. F. Giannini, 1906.
- Fisiologia e patologia dei lobi frontali, Napoli, R. Stab. Tip. F. Giannini, 1908.
- La fatica nel cervello, Roma, 1908.
- Nevrosi traumatica, Napoli, Tip. G.M. Priore, 1909.
- La sindrome parietale, Napoli, Stab. Tip. F. Lubrano, 1910.
- Nevrastenia, Napoli, Cooperativa tipografica, 1911.
- Contributo alla conoscenza dell'isterismo, Milano, F. Vallardi, 1912.
- Sulle neuro-psicopatie post-traumatiche, Napoli, Tip. della rivista "La Riforma Medica", 1914.
- Su di un sintomo per le diagnosi dei tumori del lobo frontale, Napoli, Tip. A. Tocco, 1915.
- Sul significato dell'area corticale del lobo frontale, la cui eccitazione produce dilatazione della pupilla, Roma, Società romana di antropologia, 1916.
- La conscience, Bologna, 1920.
- Die mechanik des gehirn kurze begriff: resume, 1920.
- Profilassi delle malattie nervose ed igiene della mente: prolusione al corso di Clinica delle malattie nervose e mentali, Napoli, Tip. Muca, 1921.
- La fonction musicale du cerveau et sa localisation, Bologna, 1922.
- La psicanalisi: lezione tenuta in occasione dello studio clinico di un caso di psicastenia, Napoli, Tip. F. Lubrano, 1922.

### Monografie, saggi, miscellanee
- Lezioni sulle localizzazioni cerebrali e sulla fisio-patologia del linguaggio, dettate dal prof. Leonardo Bianchi; raccolte e compilate da Manfredo Pelli, Napoli, Casa Editrice V. Pasquale, 1872.
- Semeiotica delle malattie del sistema nervoso, Milano, F. Vallardi, 1891.
- Semiologia generale delle malattie mentali: lezioni dettate nel manicomio provinciale di Sales, raccolte e pubblicate dal dott. Domenico Jannucci, Napoli, Tip. D. Cesareo, 1891.
- Paralisi progressiva e frenosi sensoria: lezioni cliniche, Napoli, Stab. Tip. A. Tocco, 1895.
- Manuale di psichiatria: compilato sulle lezioni del prof. Leonardo Bianchi e sui migliori trattati moderni, a cura di Leonardo Cuidera, Napoli, Libr. Edit. Di Domenico Cesareo, 1897.
- Malattie del cervello, in: Trattato italiano di patologia e terapia medica, a cura di A. Cantani e E. Maragliano, Milano, F. Vallardi, 1899, Vol. II, Parte II.
- Trattato di psichiatria, ad uso dei medici e degli studenti, Napoli, Tip. V. Pasquale, 1905 (con successive edizioni e ristampe).
- Contributo alla conoscenza dell'isterismo, Milano, F. Vallardi, 1912.
- La meccanica del cervello e la funzione dei lobi frontali, Torino-Milano, F.lli Bocca Editori, 1920.
- La mécanique du cerveau et la fonction des lobes frontaux, traduit par André Collin, preface de Charles Richet, Paris, Libraire Louis Arnette, 1921 (trad. francese del testo del 1920).
- The mechanism of the brain and the function of the frontal lobes, authorised translation from the italian by James H. MacDonald, with a foreword by C. Lloyd Morgan, Edinburgh (UK), Livingstone Publishing, Ltd., 1922 (trad. inglese del testo del 1920).
- Trattato di psichiatria, ad uso dei medici e degli studenti, Napoli, Casa ed. Libr. V. Idelson, 1924.
- Eugenica, igiene mentale e profilassi delle malattie nervose e mentali, Napoli, Casa ed. Libr. V. Idelson, 1925.